# Artemiwka (obwód kijowski)
Artemiwka (ukr. Артемівка) – wieś na Ukrainie, w obwodzie kijowskim, w rejonie boryspolskim, w hromadzie Boryspol. W 2001 liczyła 293 mieszkańców, spośród których 287 wskazało jako ojczysty język ukraiński, 4 rosyjski, 1 białoruski, a 1 inny.